# ルクセンダルク紀行
『ルクセンダルク紀行』（ルクセンダルクきこう）は、2012年11月5日に「ブレイブリーデフォルト」とのタイアップ楽曲を演奏したコンサートを収録したLinked Horizon初の映像作品。2013年3月20日にポニーキャニオンから発売された。発売に先がけて2013年3月10日に全国10会場で先行劇場上映会が開催された。

## 概要
Sound Horizonでもおなじみのメンバーに加え東京シティ・フィルハーモニック管弦楽団と共に「ブレイブリーデフォルト フライングフェアリー オリジナルサウンドトラック」、「ルクセンダルク小紀行」、「ルクセンダルク大紀行」の楽曲を奏でた1日限りの横浜アリーナ公演を収録。
2枚組のDVD版と1枚組のBlu-ray版(通常版、初回生産限定スペシャルパッケージ版)の3種類が発売された。

## 収録曲
1. Theme of the Linked Horizon
2. ルクセンダルク紀行
3. 希望へ向う序曲
4. 光と影の地平
5. 海原を駈ける船
6. 大空を翔ける艇
7. 戦いの鐘 [Long Version]
8. 戦いの果てに [Long Version]
9. 彼の者の名は… [Vocalized Version]
10. 勝利の歓び
11. 虚ろな月の下で [Vocalized Version]
12. 花が散る世界 [Vocalized Version]
13. 水晶の闇と煌き [Concert Arranged Version]
14. 風が吹いた日 [Concert Arranged Version]
15. 緊迫の時
16. 公国の御旗の下に
17. 他愛もない出来事
18. 君は僕の希望 [Vocalized Version]
19. 風の行方 [Vocalized Version]
20. 雛鳥 [Vocalized Version]
21. 愛の放浪者 [Vocalized Version]
22. 純愛 十字砲火 [Long Version]
23. 邪悪なる戦い
24. 邪悪なる飛翔
25. 地平を喰らう蛇
26. 希望へ向う譚詩曲 [Concert Arranged Version]